# Aster Vranckx
Aster Vranckx (4. říjen 2002, Kortenberg, Belgie) je belgický fotbalový záložník, hrající od roku 2021 za německý klub Wolfsburg.
Narodil se v Belgii v rodině konžského původu. Za Mechelen začal hrát již od 16 let. První utkání mezi dospělými odehrál v červenci 2019. Na konci roku 2020 podepsal smlouvu s německým Wolfsburgem, za který začal hrát od sezony 2021/22. Od následující sezony byl na hostování s opcí v italském Miláně. Po skončení sezony italský klub opci neaktivoval a vrátil se do Wolfsburgu.
Za seniorskou reprezentaci Belgie nastoupil prvně 17. června 2023 proti Rakousku (1:1).

## Přestupy
- Mechelen – Wolfsburg za 8 000 000 Euro
- Wolfsburg – Milán za 1 330 000 Euro (hostování)

## Statistiky
| Sezóna              | Klub                | Liga                | Liga   | Liga | Domácí poháry | Domácí poháry | Domácí poháry | Kontinentální poháry | Kontinentální poháry | Kontinentální poháry | Celkem | Celkem |
| Sezóna              | Klub                | Soutěž              | Zápasy | Góly | Soutěž        | Zápasy        | Góly          | Soutěž               | Zápasy               | Góly                 | Zápasy | Góly   |
| ------------------- | ------------------- | ------------------- | ------ | ---- | ------------- | ------------- | ------------- | -------------------- | -------------------- | -------------------- | ------ | ------ |
| 2019/20             | Mechelen            | Pro League          | 9      | 1    | BS            | 1             | 0             | -                    | 0                    | 0                    | 10     | 1      |
| 2020/21             | Mechelen            | Pro League          | 29+5   | 4+0  | BP            | 3             | 0             | -                    | 0                    | 0                    | 37     | 4      |
| Celkem za Mechelen  | Celkem za Mechelen  | Celkem za Mechelen  | 43     | 5    | -             | 4             | 0             | -                    | 0                    | 0                    | 47     | 5      |
| 2021/22             | Wolfsburg           | Bundesliga          | 24     | 2    | NP            | 0             | 0             | LM                   | 4                    | 0                    | 28     | 2      |
| 2022                | Wolfsburg           | Bundesliga          | 1      | 0    | -             | 0             | 0             | -                    | 0                    | 0                    | 1      | 0      |
| 2022/23             | Milán               | Serie A             | 9      | 0    | IP+IS         | 1+0           | 0+0           | LM                   | 0                    | 0                    | 10     | 0      |
| 2023/24             | Wolfsburg           | Bundesliga          | 24     | 0    | NP            | 2             | 0             | -                    | 0                    | 0                    | 26     | 0      |
| Celkem za Wolfsburg | Celkem za Wolfsburg | Celkem za Wolfsburg | 49     | 2    | -             | 2             | 0             | -                    | 4                    | 0                    | 55     | 2      |
| Celkově             | Celkově             | Celkově             | 101    | 7    | -             | 7             | 0             | -                    | 4                    | 0                    | 112    | 7      |

## Úspěchy

### Reprezentační
- 1x na ME 21 (2023)